# Selahattin Almay
Selahattin Almay (* 10. April 1909 in Istanbul; † 1. Juni 1971 ebenda) war ein türkischer Fußballspieler, -trainer und -funktionär. Durch seine langjährige Tätigkeit für İstanbulspor und als dessen Eigengewächs wird er als eine der wichtigsten Persönlichkeiten dieses Vereins gesehen. Er war ein wichtiger Teil jener Istanbulspor-Mannschaft, die in der Saison 1931/32 İstanbul Futbol Ligi die Meisterschaft holen konnte und damit den größten Erfolg der Vereinsgeschichte erreichte. Er gehörte auch zu den wichtigsten Leistungsträgern des Vereins Güneş SK an, der in der Spielzeit 1937/38 überraschend alle wichtigen Titel der Türkei holte. Später spielte er für Galatasaray Istanbul und arbeitete später bei diesem und beim türkischen Fußballverband als Funktionär.

## Spielerkarriere

### Verein
Almays Karriere ist unvollständig dokumentiert. Er gehörte ab der zweiten Hälfte der 1920er dem Kader des erst 1926 gegründeten Vereins İstanbulspor an und spielte mit diesem in der Partie İstanbul Ligi (dt. Istanbuler Liga). Da damals in der Türkei keine landesübergreifende Profiliga existierte, existierten stattdessen in den Ballungszentren wie Istanbul, Ankara und Izmir regionale Ligen, von denen die İstanbul Ligi (auch İstanbul Futbol Ligi genannt) als die Renommierteste galt.
In der Saison 1931/32 dieser Liga konnte Almay mit seiner Mannschaft überraschend die Meisterschaft dieser Liga holen und dadurch wurde eins den größten Erfolg der Vereinsgeschichte erreichen. Istanbulspor wurde mit diesem Titelgewinn nach den, als die Drei Großen bezeichneten, Vereine Beşiktaş Istanbul, Fenerbahçe Istanbul und Galatasaray Istanbul er vierte Verein der diese Trophäe holen konnte. Almay war einer der wichtigsten Leistungsträger dieser Meisterschaftsmannschaft. So war er in der Meistersaison mit sieben Toren in sieben Spielen der erfolgreichste Torschütze seiner Mannschaft. Nach dieser für den Verein geschichtsträchtigen Saison blieb Almay zwar noch drei weitere Spielzeiten bei Istanbulspor, jedoch gelang es seiner Mannschaft nicht mehr um die Meisterschaft mitzuspielen. Almay selbst blieb auch in diesen drei Spielzeiten der erfolgreichste Torjäger seiner Mannschaft und einer der erfolgreichsten Torjäger der Liga.
Die Tätigkeit Almays in der Spielzeit 1935/36 blieb zwar undokumentiert, jedoch begann er ab dem Sommer 1936 für den Ligarivalen Güneş SK zu spielen. Daher hatte er entweder im Sommer 1935 oder im Sommer 1936 Istanbulspor verlassen und heuerte stattdessen bei Güneş SK an. Dieser Verein war 1933 durch einen vereinsinternen Streit bei Galatasaray Istanbul von Vereinsangehörigen dieses Klubs gegründet wurden. Nahezu die halbe Galatasaray-Mannschaft und obendrein viele Vereinsmitglieder verließen diesen Klub und gründeten den neuen Verein Güneş SK. Bereits in seiner ersten aktiven Saison für Güneş beendete er mit seinem Team die Liga hinter Fenerbahçe und vor Galatasaray als Vizemeister. Almay etablierte sich sofort innerhalb der Mannschaft als Leistungsspieler und war mit insgesamt 21 Toren der mit großem Abstand erfolgreichste Torschütze seiner Mannschaft. In der Saison 1937/38 gelang Almays Mannschaft der Titelgewinn der Istanbuler Liga. Dadurch war Almay nach seinem Titelgewinn mit Istanbulspor in der Saison 1931/32 erneut Teil der nächsten Mannschaft der diesen Titel holen konnte. Neben der Istanbuler Meisterschaft konnte in dieser Saison auch der Titel in der Millî Küme gewonnen werden, einer Art Meisterschaftsturnier, an der die Mannschaften der drei Großstädte Istanbul, Ankara und Izmir teilnahmen. Dadurch holte Almays Mannschaft in dieser Saison alle wichtigen Titel der Türkei. In dieser Meisterschaftssaison fügte man auswärts Galatasaray eines der herbsten Niederlagen der Vereinsgeschichte zu. So wurde der Verein aus dem sich Güneş gründete und einige Gründungsmitglieder ausgewiesen wurden in der Ligapartie der Millî Küme vom 20. März 1938 mit 0:7 geschlagen. Almay erzielte in dieser Partie zwei Tore.
Güneş nahm zwar nach dieser Meisterschaftssaison wieder an der Istanbuler Liga, löste sich aber überraschend nach dem 4. Spieltag auf. Diese Vereinsauflösung ging mit einer Streitbeilegung mit Galatasaray einher. Nach dieser Vereinsauflösung trat der Großteil des Kaders wieder Galatasaray bei, u. a. auch Almay. Für Galatasaray spielte er vier Spielzeiten lang und war außer der letzten Saison eines der wichtigsten Spieler dieses Vereins. An Titeln konnte Almay mit Galatasaray nur in der Saison 1938/39 die Meisterschaft der Millî Küme holen. In der Saison 1941/42 lieferte sich Almays Mannschaft zwar mit dem Erzrivalen Beşiktaş ein Kopf-an-Kopf-Rennen um die Istanbuler Mannschaft, vergab diese aber am letzten Spieltag mit einem Punkt unterschied an den Erzrivalen.
Zur Saison 1943/44 verließ Almay Galatasaray und kehrte zu seinem ersten Saison Istanbulspor zurück. Für diesen Verein spielte er bis zum Sommer 1946 und beendete anschließend seine Karriere.

### Nationalmannschaft
Almay begann seine Nationalmannschaftskarriere 1932 mit einem Einsatz für die türkische Nationalmannschaft im Testspiel gegen die Jugoslawische Nationalmannschaft. Bis zum Oktober 1931 absolvierte er drei weiteres Länderspiele und erzielte dabei drei Tore.
Mit der Türkischen Auswahl nahm Almay am Balkan-Cup 1931 teil und wurde mit dieser Silbermedaillengewinner.

## Trainer- und Funktionärskarriere
Almay betreute nach dem Ende seiner Spielerkarriere seinen Verein İstanbulspor als Cheftrainer. Später verlagerte er seinen Wohnsitz in die südtürkische Hafenstadt Mersin und arbeitete lange Zeit für den Sportverein Mersin İdman Yurdu. Neben seinen Anstrengungen Mersin İY als Verein im türkischen Fußball zu etablieren betreute er diesen auch als Trainer. Er war eine Zeit lang Teilhaber der Çukurova Holding, dem langjährigen Hauptsponsor von Mersin İdman Yurdu.
Von 1965 bis 1968 arbeitete er während der Präsidentschaftszeit von Orhan Şeref Apak als Funktionär für den türkischen Fußballverband. Die letzten Jahre arbeitete er für den staatlichen Sportwettenanbieter Spor Toto.

## Tod
Almay 1. Juni 1971 in Istanbul an den Folgen eines Herzinfarktes. Er wurde einen Tag später nach dem Mittagsgebet in der Istanbuler Şişli-Moschee im Familiengrabstätte in dem İçerenköy-Friedhof beigesetzt.

## Erfolge

### Als Spieler
Mit Istanbulspor
- Meister der İstanbul Futbol Ligi: Saison 1931/32

Mit Güneş Istanbul
- Meister der İstanbul Futbol Ligi: 1937/38
- Vizemeister der İstanbul Futbol Ligi: 1936/37
- Meister der Millî Küme: 1938

Mit Galatasaray Istanbul
- Vizemeister der İstanbul Futbol Ligi: 1941/42
- Meister der Millî Küme: 1939

Mit der Türkischen Nationalmannschaft
- Zweiter des Balkan-Cups: 1931